# Matt Brazier
Matthew Ronald Brazier (2 de julio de 1976-4 de febrero de 2019) fue un futbolista profesional inglés que jugó como mediocampista. Comenzó su carrera con los Queens Park Rangers antes de unirse al Fulham con base en Londres en 1998. Después de un breve período de préstamo en Cardiff City, Brazier se unió a los Bluebirds en un trato permanente por una tarifa de 100 000 £. Ayudó al club a ganar la promoción durante la temporada 2000-01, pero perdió el favor del gerente Alan Cork y se le permitió unirse a Leyton Orient seis meses después. 

## Carrera

### Carrera temprana
Brazier comenzó su carrera en Queens Park Rangers, abriéndose paso a través del sistema juvenil del club. La temporada 1995-96 lo vio establecerse en el lado de la Premier League, durante su tiempo en el Queens Park Rangers jugó tanto en la Premier League como en el Campeonato, partió para unirse a los vecinos Fulham para la temporada 1998-1999. Anotó en su primera apertura para el club en un partido contra Preston North End, pero su paso en Fulham fue breve, ya que luchó por hacer un impacto en el lateral y finalmente se le permitió ir a préstamo a Cardiff City.

### Cardiff City
Su paso de préstamo lo vio hacer 11 apariciones para el club y, a pesar de una lesión en la espalda que interrumpió su tiempo en el club, sus actuaciones persuadieron a Cardiff a pagarle 100 000 libras al final de la temporada 1998-99. Su primera temporada en el club no estuvo a la altura de las expectativas establecidas durante su período de préstamo en el club y no fue hasta su segundo año que logró volver a formarse solo por una enfermedad que interrumpió su temporada. Ayudó al equipo a ganar la promoción a la Segunda División durante la temporada 2000-01, ya que terminaron como subcampeones de Brighton & Hove Albion. 
En la temporada 2001-02, Brazier perdió el favor del gerente Alan Cork luego de que el primer día de entrenamiento de pretemporada le informara que lo habían colocado en la lista de transferencias, junto con otros jugadores, entre ellos Jason Fowler, Scott McCulloch y Andy Thompson, quienes se etiquetaron a sí mismos como "campo de muerte" debido a su exclusión de la actividad del primer equipo. Hizo una sola aparición durante la temporada, en octubre de 2001, durante una victoria por 7-1 sobre Rushden & Diamonds en el Trofeo de la Liga de Fútbol. Brasero se disgustó con la situación y lanzó un mordaz ataque a Cork, diciendo "No me importaba si jugaba fuera de mi piel por las reservas, no iba a tener un juego en Cardiff esta temporada y Alan Cork lo hizo claro para mí al principio [...] Podría decir que no hubo un problema entre nosotros, pero creo que sí. No creo que me quisiera cerca del club".
Brazier y Kevin Nugent se movieron al Colchester United en diciembre de 2001, pero la pareja finalmente se mudó a Leyton Orient en enero de 2002. Brasero pasó dos años con Leyton Orient antes de retirarse en 2004. 

## Muerte
El 4 de febrero de 2019, Brazier murió a la edad de 42 años luego de una batalla contra el linfoma folicular no Hodgkin.